# Compact disc
O Compact Disc (CD ou "Disco Compacto") é um disco óptico digital de armazenamento de dados. O formato foi originalmente desenvolvido com o propósito de armazenar e tocar apenas músicas, mas posteriormente foi adaptado para o armazenamento de dados, o CD-ROM. 
Os CDs de áudio e leitores de CD são comercializados desde o início dos anos de 1980. Na época do lançamento do sistema, o CD possuía uma capacidade maior de armazenamento que muitos HDs.  
Em 2014, as receitas de serviços de música digital se igualaram às vendas de formato físico pela primeira vez. Em 2017 os CDs já estavam sendo altamente substituídos por outras formas de distribuição ou de mídias digitais. Como resultado, as vendas dos CDs caíram para 50% de seu pico nos Estados Unidos. Já na atualidade, qualquer HD possui uma capacidade superior a de um CD. 
Derivações de formatos foram criadas, assim como: mídias regraváveis (CD-RW), CD de áudio e dados (CD-R), Video Compact Disc (VCD), Super Video Compact Disc (SVCD), Enhanced Music Compact Disc (EMCD), Photo CD, Picture CD, CD-i, dentre outros.
O diâmetro de um CD tradicional é de 120 milímetros (4,7 polegadas), e possui a capacidade de armazenar até 80 minutos de áudio não-comprimido, ou 700 MB de dados. Sua derivação menor, o mini-CD, tem vários diâmetros, indo de 60 milímetros até 80 milímetros (2,4 para 3,1 polegadas); eles são usados algumas vezes para singles em CD, podem armazenar mais de 24 minutos de áudio, ou para a distribuição de controladores de computadores.

## História

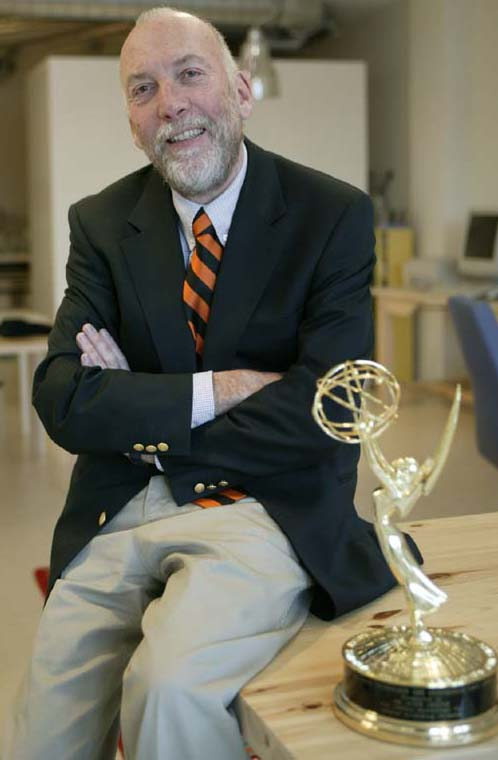
Kees Schouhamer Immink em 2004.

A idealização do CD teve seu início em 1975 onde, Sony, com a Philips vindo logo atras em 1977, começaram a estudar com protótipos uma possibilidade de um novo disco óptico digital de áudio.
A Philips e a Sony criaram uma força-tarefa conjunta de engenheiros, para desenvolver um novo disco digital de áudio. A força-tarefa, liderada por membros proeminentes da Philips, Kees Schouhamer Immink, e Sony, Toshitada Doi, progrediram na pesquisa em tecnologia laser e discos ópticos.
A Philips anunciou publicamente um protótipo de CD-ROM de áudio em uma conferência de imprensa, intitulada "Philips Introduce Compact Disc", em 8 de março de 1979, em Eindhoven, Países Baixos.
Seu lançamento se deu a partir de 1º de outubro de 1982 no mercado mundial, começando com o Japão e a Europa. Em fevereiro de 1983, o sistema apareceu na América do Norte. No Brasil, o então novo sistema digital só foi lançado em julho de 1987. As datas de lançamento do CD em diversos países foram graduais e consecutivas, pois a Philips e a Sony tiveram, por motivos financeiros e de custos na fabricação dos discos, atrasos no cumprimento do lançamento. Sendo assim, com receio, ao invés de optar por ficar adiando permanentemente o lançamento do novo sistema sem concretizá-lo, optaram por lançar aos poucos em cada país. Com isso a popularidade dos Compact Discs aumentaria, assim fornecendo maior capacidade e durabilidade, fazendo os discos de vinil serem considerados obsoletos.
Surgiu assim a popularização dos "discos laser virgens" (CD-R), apenas para gravação, e dos discos que podem ser "reescritos" (CD-RW). A diferença principal entre estes dois é a capacidade de se poder apagar e reescrever (regravar) o conteúdo no segundo tipo, característica que iria contribuir para o desaparecimento dos disquetes como meio mais comum de transporte de dados.
Os CDs possuem capacidade de 700 MB de dados (ou 716800 kB), capaz de armazenar uma capacidade de muito maior fidelidade - uma das características negativas de disquetes era a sua reduzida fidelidade, já que facilmente se danificavam ou se corrompiam. Como exemplo, a exposição ao calor, frio e, até mesmo, a proximidade a aparelhos com campo magnético, como telefones celulares. 

## Funcionamento

Medidas de um disco.

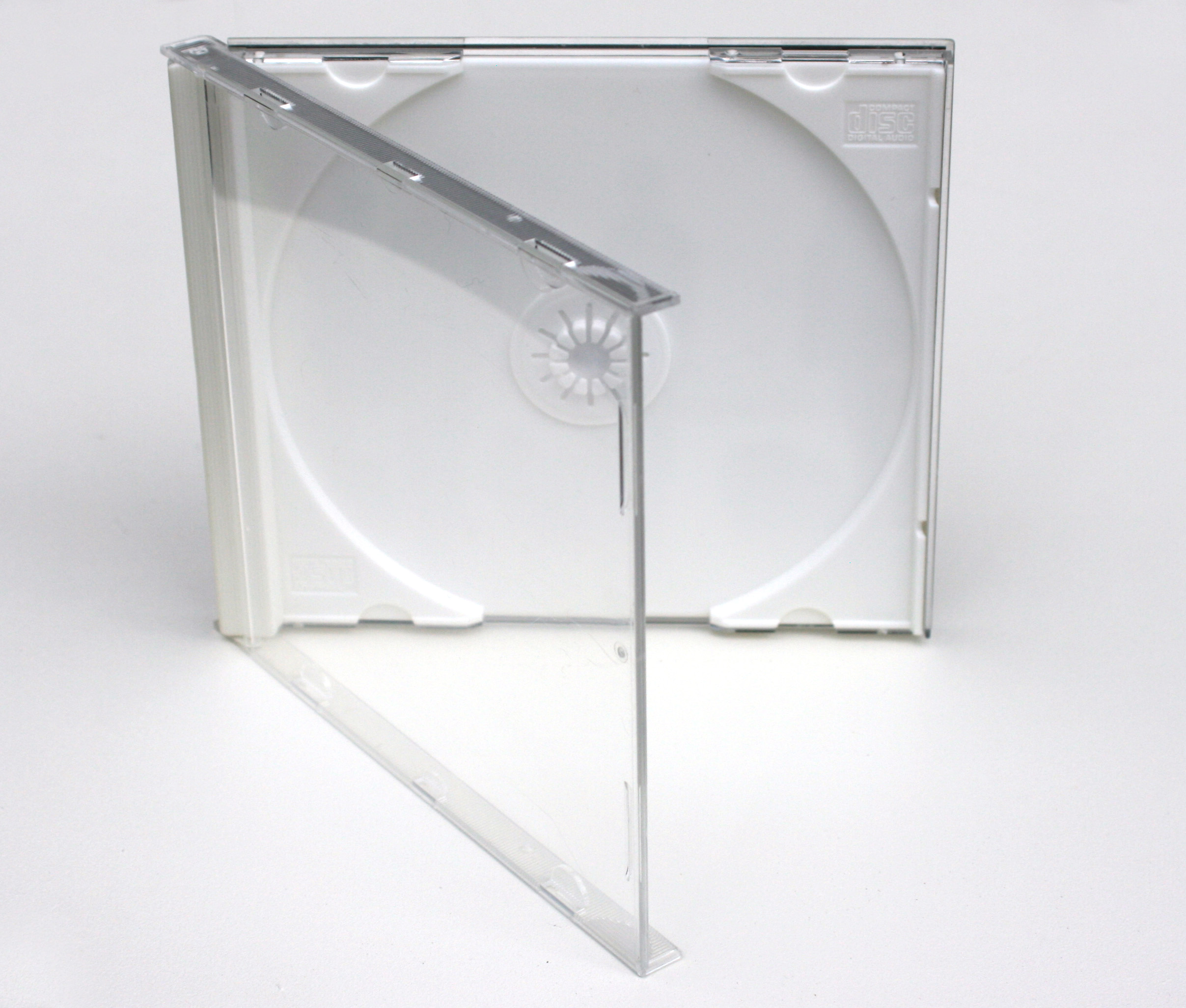
Uma Jewel Case (capa de acrílico).

Um CD é um disco de acrílico, sobre o qual é impressa uma longa espiral (22,188 voltas, totalizando 5,6 km de extensão). As informações são gravadas em furos nessa espiral, o que cria dois tipos de irregularidades físicas: pontos brilhantes e pontos escuros. Estes pontos são chamados de bits, e compõem as informações carregadas pelo CD.
A superfície da espiral é varrida por um laser, que utiliza luz no comprimento infravermelho. Essa luz é refletida pela superfície do disco e captada por um detector. Esse detector envia ao controlador do aparelho a sequência de pontos claros e escuros, que são convertidos em "uns ou zeros", os bits (dados binários). Para proteger a superfície do CD de sujeira, é colocada sobre ela uma camada de policarbonato. A leitura dessas informações é feita por dispositivos especiais, que podem ser leitores de CD ou leitores de DVD.